# Chile na Zimowych Igrzyskach Olimpijskich Młodzieży 2012
Chile na Zimowych Igrzyskach Olimpijskich Młodzieży 2012, które odbywały się w Innsbrucku reprezentowało 5 zawodników.

## Skład reprezentacji Chile

### Narciarstwo alpejskie
Chłopcy
| Zawodnik             | Konkurencja     | Wyniki  | Wyniki       | Wyniki       | Wyniki       |
| Zawodnik             | Konkurencja     | Runda 1 | Runda 2      | Razem        | Miejsce      |
| -------------------- | --------------- | ------- | ------------ | ------------ | ------------ |
| Sebastian Echeverría | Slalom          | 43.52   | Nie ukończył | Nie ukończył | Nie ukończył |
| Sebastian Echeverría | Slalom gigant   | 58.13   | Nie ukończył | Nie ukończył | Nie ukończył |
| Sebastian Echeverría | Supergigant     |         |              | 1:07.59      | 21.          |
| Sebastian Echeverría | Superkombinacja | 1:06.61 | 40.12        | 1:46.73      | 21           |

Dziewczęta
| Zawodniczka         | Konkurencja   | Wyniki        | Wyniki        | Wyniki        | Wyniki        |
| Zawodniczka         | Konkurencja   | Runda 1       | Runda 2       | Razem         | Miejsce       |
| ------------------- | ------------- | ------------- | ------------- | ------------- | ------------- |
| Macarena Montesinos | Slalom        | Nie ukończyła | Nie ukończyła | Nie ukończyła | Nie ukończyła |
| Macarena Montesinos | Slalom gigant | 1:03.67       | Nie ukończyła | Nie ukończyła | Nie ukończyła |

### Narciarstwo dowolne
Chłopcy
| Zawodnik                 | Konkurencja | Kwalifikacje | Kwalifikacje | Ćwierćfinał | Półfinał  | Finał     |
| Zawodnik                 | Konkurencja | Czas         | Miejsce      | Miejsce     | Miejsce   | Miejsce   |
| ------------------------ | ----------- | ------------ | ------------ | ----------- | --------- | --------- |
| Juan Pablo Casas-Cordero | ski cross   | 59.46        | 13           | Anulowane   | Anulowane | Anulowane |

Dziewczęta
| Zawodniczka    | Konkurencja | Kwalifikacje | Kwalifikacje | Ćwierćfinał | Półfinał  | Finał     |
| Zawodniczka    | Konkurencja | Czas         | Miejsce      | Miejsce     | Miejsce   | Miejsce   |
| -------------- | ----------- | ------------ | ------------ | ----------- | --------- | --------- |
| Elisa Guerrero | ski cross   | 1:03.72      | 11           | Anulowane   | Anulowane | Anulowane |

### Snowboard
Chłopcy
| Zawodnik                | Konkurencja | Kwalifikacje | Kwalifikacje | Kwalifikacje | Finał   | Finał   | Finał   |
| Zawodnik                | Konkurencja | Zjazd 1      | Zjazd 2      | Miejsce      | Zjazd 1 | Zjazd 2 | Miejsce |
| ----------------------- | ----------- | ------------ | ------------ | ------------ | ------- | ------- | ------- |
| Andre Christian Escobar | slopestyle  | 43.75        | 66.75        | 8 Q          | 32.75   | 60.00   | 9       |